# 牛津大学凯洛格学院
凱洛格學院（英語：Kellogg College）是英國牛津大學的第36個學院，由W·K·凱洛格基金會資助建立。1994年成為正式學院，其名稱是爲了紀念美國資本家威爾·基斯·凱洛格（1860年–1951年）。它也是牛津大學最大、最國際化的研究生學院之一。
這一學院的歷史可以追溯到1870年代的大學擴張運動。

## 建築
2004年5月，該學院得到了一個新的永久產地，位於北牛津Norham Manor 的班伯里路和Bradmore路之間，與威靈頓廣場相距不遠，原先凱洛格學院和牛津大學繼續教育部合駐此處。2006年8月學院辦公室也搬到了班伯里路。

## 成就
2011年，牛津橄欖球隊擊敗劍橋隊時，其中至少有7名凱洛格學院的成員。

## 著名成員
- 翁貝托·埃可，意大利學者（中世紀學家、符號學家）與作家
- 安德魯·D·漢密爾頓，現任牛津大學校長
- 查爾斯·安東尼·理查德·霍爾爵士，英國計算機科學家，圖靈獎得主
- P·D·詹姆斯，英國犯罪小說的女作家，1991年封終身貴族進入上議院
- 胡安·E·門德斯，律師
- David Puttnam，英國電影製片人
- William Schabas，國際犯罪和人權法學者

## 外部連結
- 官方網站 （页面存档备份，存于）
- OUDCE網站 （页面存档备份，存于）——繼續教育部